# Tula (Tolteekse stad)
Tollan-Xicocotitlan, ook wel bekend onder de verspaanste naam Tula, was de hoofdstad van de Tolteken. Tollan bevond zich in het noorden van het Dal van Mexico in wat nu de deelstaat Hidalgo is, nabij het hedendaagse Tula.

## Nomenclatuur
De naam Tollan komt uit het Nahuatl en betekent 'plaats van de tules' (een boomsoort). De Tolteken danken hun naam aan Tule, het Nahuatl Toltecah betekent 'mensen uit Tollan'. Volgens een andere uitleg stamt de naam Tolteken van Toltecatl (uitmuntend kunstenaar). Oorspronkelijk had Tollan de brede betekenis van hoofdstad; het was waarschijnlijk een alternatieve naam voor Teotihuacán en ook de Azteekse hoofdstad Tenochtitlan stond wel bekend als Mexico-Tollan. Sommige Indiaanse volkeren in Mexico gebruiken nog steeds een vertaling van het woord Tollan als benaming voor Mexico-Stad. In het verleden is Teotihuacán door archeologen wel aangezien voor het Tolteekse Tollan maar de consensus is tegenwoordig dat Tula Tollan is.

## Geschiedenis
Tollan zou volgens de legendes in 968 gesticht zijn door Topiltzin Ce Acatl Quetzalcoatl die daarmee de Tolteekse dynastie stichtte, hoewel de plaats waarschijnlijk al eerder is ontstaan en de Tolteken zijn ontstaan als samensmelting van Uto-Azteeks sprekende nomaden uit het noorden en de in Centraal-Mexico gevestigde Nonoalken. Quetzalcoatl verving het oude Colhuacán met deze nieuwe hoofdstad. Volgens een legende werd hij verbannen door zijn broer Tezcatlipoca en zeilde hij naar Yucatán om daar in 987 Chichen Itza te stichten. 
Tollan was op haar hoogtepunt de machtigste stad van Meso-Amerika; hoewel het aantal inwoners waarschijnlijk 30.000 bedroeg, beduidend minder dan haar voorganger Teotihuacán, haar opvolger Tenochtitlan of de grootste Mayasteden. Tollan was het centrum van het militaristische en hiërarchische Tolteekse rijk (hoewel niet duidelijk is tot waar dat rijk zich uitstrekte) en van een uitgebreid handelsnetwerk dat reikte van New Mexico tot Costa Rica.
In de 12e eeuw stortte het Tolteekse rijk ineen en werd Tollan verlaten, volgens de legendes nadat zij in 1168 werd geplunderd door de Chichimeken. Archeologische opgravingen hebben inderdaad laten zien dat Tollan een gewelddadige ondergang heeft gekend. 
Ten tijde van de Azteken en de Spanjaarden is de plaats herhaaldelijk geplunderd waardoor veel kennis over de Tolteken onherroepelijk verloren is gegaan. Opgravingen werden in 1880 begonnen door Désiré Charnay. Vanaf 1940 begon het Nationaal Instituut voor Antropologie en Geschiedenis (INAH) met een structurele opgraving.

## Archeologische zone
Het bekendste gebouw in Tollan is de Piramide van de Morgenster (ook bekend als de Tempel van Quetzalcoatl of Tlahuizcalpantecuhtli, de Morgenster) op het grote Plein met op de top een platform waarop een groep vijf meter hoge gestileerde krijgers staat (de atlanten), die oorspronkelijk waarschijnlijk het dak hebben gedragen. Ze zijn waarschijnlijk gebaseerd op Tolteekse krijgers en ze 'dragen kronen van veren en een hoofdband met oorflappen. Op de borst staat een reliëf met het motief van een vlinder.' Bij de ingang staan grote beelden van slangen en ook het grote fries, waarop jaguars en adelaars mensenharten verslinden is nog steeds indrukwekkend. 
In de zuilengalerijen rond het paleis zijn nog originele muurschilderingen te vinden. Verder zijn er twee balspeelvelden aangetroffen en het 'Verbrande Paleis'. De dakbalken, waarvan resten zijn ontdekt, werden ca. 1168 door een brand verwoest. 
In Tollan is het talud-tablerosysteem te zien als een oud architecturaal element uit Teotihuacán, maar ook vernieuwende elementen als de chac mool (een antropomorf monolithisch altaar waarop mensen werden geofferd) en tzompantli (rek waarop de schedels van onthoofde vijanden werden uitgestald).